# Jens Müller (Eishockeyspieler)
Jens Müller (* 11. Februar 1980 in Weißwasser) ist ein ehemaliger deutscher Eishockeyspieler, der unter anderem 17 Spiele für den Iserlohner EC in der 2. Bundesliga absolvierte, den Großteil seiner Karriere aber in der dritt- und vierthöchsten deutschen Spielklasse aktiv war.

## Karriere
Jens Müller erlernte das Eishockeyspielen beim ES Weißwasser. Im Nachwuchsbereich wurde er mit Mannschaften aus seiner Heimatstadt dreimal Deutscher Meister. Sein Profidebüt gab er in der Spielzeit 1999/2000 beim Iserlohner EC in der 2. Bundesliga, setzte seine Karriere anschließend aber im semiprofessionellen Bereich fort. Der Verteidiger spielte drei Jahre lang für den EC Timmendorfer Strand und absolvierte zwei Spielzeiten im Team des ERV Schweinfurt.
Ab 2005 spielte Müller Eishockey in Leipzig, zunächst fünf Jahre lang für die Blue Lions, nach deren Insolvenz noch bis 2013 für die Icefighters. Dort führte er die Mannschaft als Kapitän an. Nachdem er seine Karriere beendet hatte, wurde ihm in Leipzig die Ehre eines Abschiedsspiels zuteil.

## Erfolge und Auszeichnungen
- Dreimal Deutscher Meister im Nachwuchsbereich mit dem ES Weißwasser
- 2007 Meister der Regionalliga und Aufstieg in die Oberliga mit den Blue Lions Leipzig
- 2010 Meister der Regionalliga mit den Blue Lions Leipzig

## Karrierestatistik
(Legende zur Spielerstatistik: Sp oder GP = absolvierte Spiele; T oder G = erzielte Tore; V oder A = erzielte Assists; Pkt oder Pts = erzielte Scorerpunkte; SM oder PIM = erhaltene Strafminuten; +/− = Plus/Minus-Bilanz; PP = erzielte Überzahltore; SH = erzielte Unterzahltore; GW = erzielte Siegtore; 1 Play-downs/Relegation; Kursiv: Statistik nicht vollständig)

## Familie
Jens Müller ist der Bruder des Eishockeyspielers Lars Müller. An mehreren Stationen ihrer Laufbahn gehörten beide derselben Mannschaft an.